# Mont Jiuhua
Le mont Jiuhua (sinogrammes simplifiés : 九华山  ; sinogrammes traditionnels : 九華山  ; hanyu pinyin : jiǔhuáshān ; littéralement « montagne des neuf splendeurs ») ou Jiuhua Shan, est l'une des quatre montagnes sacrées bouddhiques de Chine, consacré au bodhisattva Ksitigarbha. Situé dans la province de l'Anhui, il comporte 99 sommets, et est célèbre pour ses paysages et ses temples anciens.

## Parc national du mont Jiuhua
Le parc paysager du mont Jiuhua (九华山风景名胜区) a été proclamé parc national le 8 novembre 1982.

## Liens externes

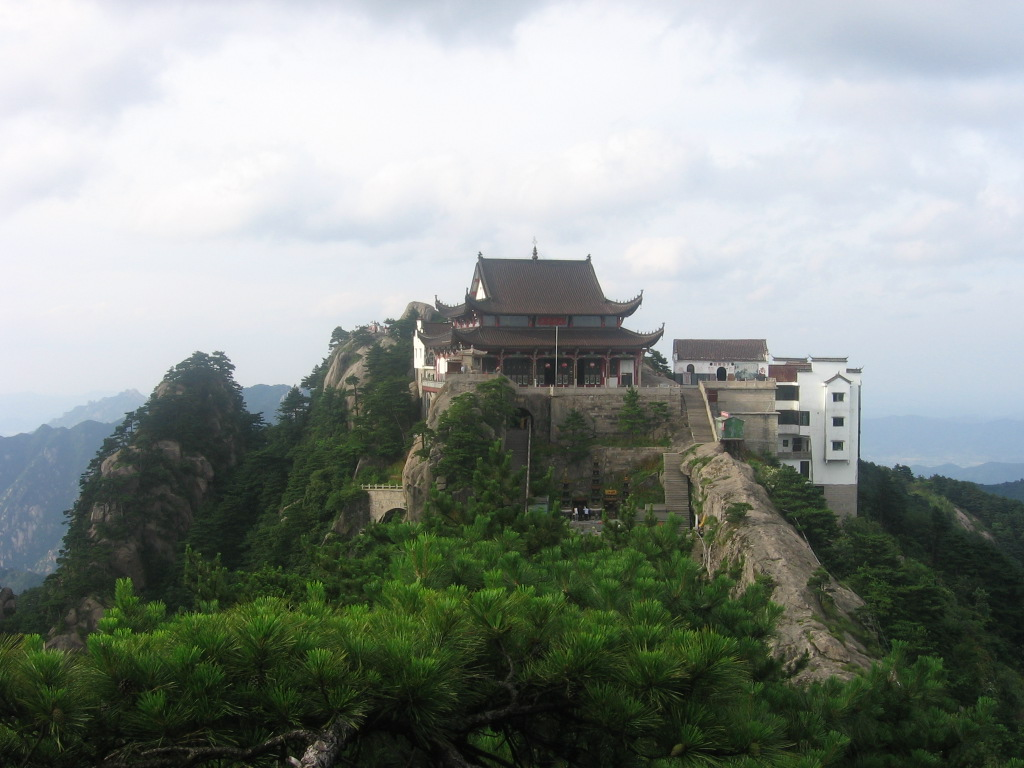
Le temple Daxiong Baodian, situé sur le pic Tiantai.